# 巨大知
巨大知（きょだいち、英: Organic Intelligence）とは、環境を観測するセンサーや各種コンテンツ配信システムがインターネットへ接続され、地球全体で情報が統合処理される結果として成立する地球規模の知性である。端的には、地球全体を覆うコラボレーション関係の成立とも説明できる。

## 概要
楽天技術研究所が2007年に提唱を開始したサード・リアリティという概念を説明する文章の中で、都市や国家単位の規模で成立する集合知同士がインターネットで相互接続され、統合して処理が行えるようになる結果として、地球全体として成立しつつある知性として巨大知が説明されている。
環境を観測するセンサーや各種コンテンツ配信システムのインターネットへの接続により、産業、医療、気象、交通、農業、芸術作品等の様々な情報がインターネット上に蓄積され、不特定多数の人間により改変が行われることで、人類が得た様々な知識が地球全体で統合処理されるようになる結果として、大きな知性が成立する。この巨大知の成立の結果として、新しい発想が生まれやすくなり、文明の進歩が促されることになる。

## 歴史

### 1990年代: 前史
1990年代前半にインターネットの民間への開放が始まったものの、当時日本ではパソコンの普及率は20％を下回っていた。1990年代後半は、一般家庭においてはダイヤルアップ接続を介したインターネットの利用が主流だった。アナログの音声信号を伝達する電話回線を転用した56kbps程度の回線速度が一般的で、従量課金制ということもあってサーバからのデータ取得までに時間がかかっていた。また、企業や団体のWebサイト閲覧や電子掲示板の利用や電子メール送受信が主な利用方法で、不特定多数の個人間では電子掲示板、ネットニュースやチャットのような知識として統合されない簡易的なメッセージの共有が行われていた。従って、典型的な巨大知と言えるWikiの長時間の編集、芸術的な文化の発展を支えるマルチメディアコンテンツは、インターネット接続端末の処理能力、ストレージ容量や回線速度という制約があることにより作成,集積,流通,消費が難しい状況であった。このことから、1990年代のインターネットで巨大知は成立に多くの制限や条件が存在したと言える。

### 2000年代: 成立
2000年代前半に高速回線によるインターネットへの常時接続サービスが一般家庭にも広く普及した。誰でもインターネットを利用して、自由に情報を発信できるようになったことで2004年にはWeb 2.0という概念が提唱された。2005年から2006年に掛けてYouTubeを筆頭とする動画配信サイトやTwitterやfacebook等のSNSもサービスを開始した。これにより、2006年以降はインターネット上で活発なコミュニケーションが行われるようになり、都市や国家単位で得られる情報の統合処理では不可能であったような高い水準の知識が入手可能になっている。2008年頃から本格的に始まったスマートフォンの普及により、個人の認識や行動に関する情報のインターネットへのアップロードが盛んに行われるようになった。これらを整理すると2000年代後半には条件が整い、巨大知が成立したといってよいだろう。

#### 社会構造の変化
2000年代後半に起きた巨大知の成立は、社会構造に大きな変化をもたらし、人々の生活様式も変わった。例えば、Wikiの登場により、多くの人々が広い分野の知識をインターネット上にアップロードし、集約された形で共有されるようになった。また、ソフトウェアのソースコードを世界中に開示して開発を進めることで、インターネットを介して様々な人がソフトウェア開発に参加することが可能になり、従来から存在する商用製品に代わるソフトウェアが無償で提供されるようになった。さらに、音楽や映画と言った芸術分野においても、国籍や分野を問わず他者の作品に影響を受けて新たな創作が行われるようになった。コンテンツをアップロードすると、瞬時に世界中に共有されるようになったため、新しいアイデアが生まれることにつながり、流行にも影響を与えるようになった。インターネットによって遠隔地とのコミュニケーションが簡単に取れるようになったため、現実世界において専門分野や居住地の垣根を超えて様々な人々が集うコミュニティが容易に形成されるようになった。

### 2010年代以降: 高度化
2010年以降は、大きく向上した計算機の性能を活かし、インターネット上に蓄積されたビッグデータの解析により様々な知識の抽出を行うことが一般化した。その知識を利用して、学術研究やビジネスを行うことが可能になった。例えば、Twitterのビッグデータのトレンドがテレビ番組で頻繁に紹介されるようになったということが挙げられる。また、ビッグデータを利用して、人工知能の研究が盛んに行われるようにもなった。
巨大知の成立から数年経過した2015年以降も、インターネット上への知識の蓄積と通信速度の向上に伴い、巨大知の更なる高度化が進行している。2010年代中盤においてはIoTが普及し始めている。インターネットを対象とする研究者らは、今後はセンサーにより収集された実世界に関する精緻な情報をインターネット上で統合処理できるようになると予測している。